# 贾科莫·莱奥帕尔迪
贾科莫·莱奥帕尔迪（義大利語：Giacomo Taldegardo Francesco di Sales Saverio Pietro Leopardi，1798年6月29日—1837年6月14日），意大利诗人，散文家，哲学家，语言学家。他是意大利浪漫主义文学的重要代表，但他又认为所谓的“浪漫主义风格”并非独创，在古典作品比如荷马和维吉尔的诗歌中就有着浪漫主义的成分，因此又与其他浪漫主义作家略有分歧。他的早期作品如《致意大利》、《但丁纪念碑》充满了爱国热情，之后以《回忆》、《暴风雨后的宁静》为代表的田园诗和以《致西尔维娅》为代表的抒情诗被认为是继彼特拉克之后最有魅力的一批诗作，但他的生长环境和体弱多病又使他有着强烈的悲观主义，他将悲观主义哲学融入了以《无限》、《一个亚洲游牧人的夜歌》为代表的诗歌和《道德小品》、《杂记》为代表的散文中，使作品具有了一种特殊的忧伤情调。

## 早年
贾科莫·莱奥帕尔迪出生于教皇国版图中的雷卡纳蒂（今属意大利马切拉塔省）的贵族家庭，是家中的长子，诗人自己称之为“出生在一个卑下城市的高贵家庭中”。父亲莫纳多·莱奥帕尔迪伯爵是位政治观点保守、反对意大利革命的学者。母亲阿德莱德·安蒂奇·马特伊则是位热心维护贵族荣光的虔诚教徒，努力扭转因伯爵投机失败导致的家庭经济窘境。贾科莫·莱奥帕尔迪自幼就在家教严格、厉行节俭的环境中长大，只能在和弟弟妹妹一起玩耍的时光中获得快乐。
莫纳多·莱奥帕尔迪对自己的长子报以厚望，自幼就让他接受宗教人士的教育。他的首任老师是约瑟夫·托雷斯神父，十岁后和堂·塞巴斯蒂安·桑切尼修士学习。在两位老师指导下，他学习拉丁语、神学、经典著作，1809年写成了自己的第一篇十四行诗，十二岁开始学习哲学，两年后写了一些哲学论文，被称为神童，十四岁时桑切尼修士发现自己已经无法指导莱奥帕尔迪了。
之后的七年，莱奥帕尔迪在父亲藏书达一万六千卷的图书馆里广泛阅读，“孜孜不倦乃至是疯狂地学习”，他流利地使用拉丁语、希腊语、希伯来语进行阅读和写作，撰写了语言学的论文，探讨了安格鲁·麦对古代文献的解读，写了哲学论文和文学评论和挽歌，还热衷于将拉丁语和希腊语著作翻译成意大利语，他自己曾说“十六到十七岁间的几个月中我得以不受干扰的学习，并对未来有明确的期望”认为这是一段最美好的时光，但不顾一切的学习也严重损害了他的健康。

## 转变

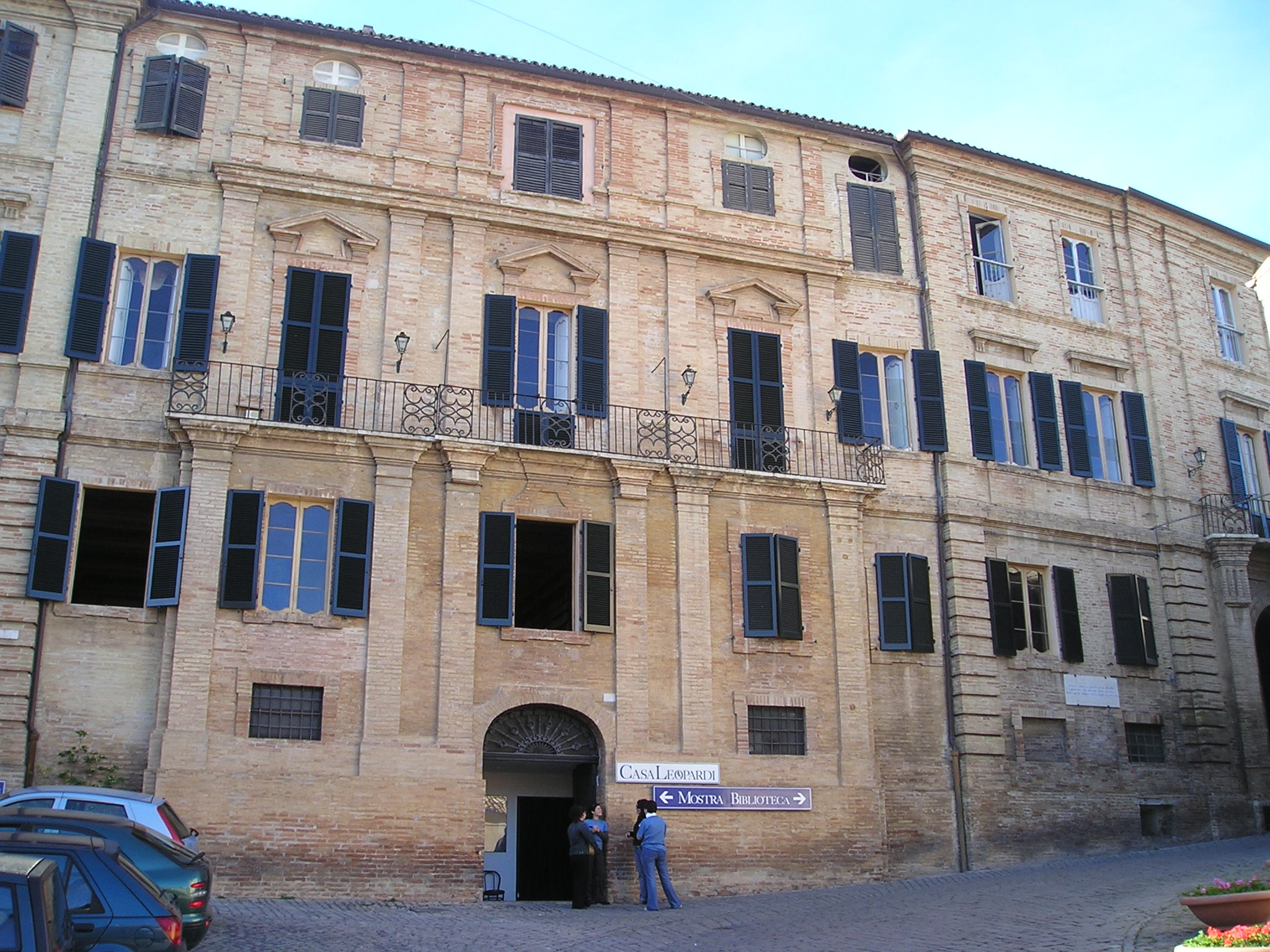
雷卡纳蒂城中莱奥帕尔迪家族居所

1815年到1816年间他阅读了维托里奥·阿尔菲耶里的剧作和温钦佐·蒙蒂、福斯科洛等人的诗歌，又读到了歌德的《少年维特的烦恼》，夏多布里昂、拜伦的作品，以及亚瑟·叔本华的哲学著作。对于斯达尔夫人在1816年发表的《论翻译的应用》，他迅速写了两封回信予以回应。他这一阶段的诗歌充满图案和想象，如《死的临近》和陷入爱情而写的《初恋》。1817年学者乔尔达尼（Pietro Giordani）见到了莱奥帕尔迪，成为了他一生的朋友，在和乔尔达尼通信的影响下，莱奥帕尔迪怀着强烈的爱国热情写了两首著名的颂歌《致意大利》和《但丁纪念碑》。
1819年渴望挣脱令人窒息的环境的莱奥帕尔迪试图离家出走，但被父亲抓了回来，从此之后父亲和他的关系就持续恶化，莱奥帕尔迪也被家庭成员看管了起来。同年他又因眼疾几乎失明，陷入了几个月深沉的痛苦中，理想的破灭让他他产生了强烈的悲观情绪，美德、爱情、公正和英雄在他看来只是空谈而已，最终他的诗歌从充满图案和想象转变为表达情绪和沉思，正如他所说“我开始深层次的反映所有的东西，希望能以哲学为职业。”他称之为称为“哲学上的皈依”。这一年的秋天，他完成了最能表达自己的沉思的诗歌《无限》。

## 离开故乡游历

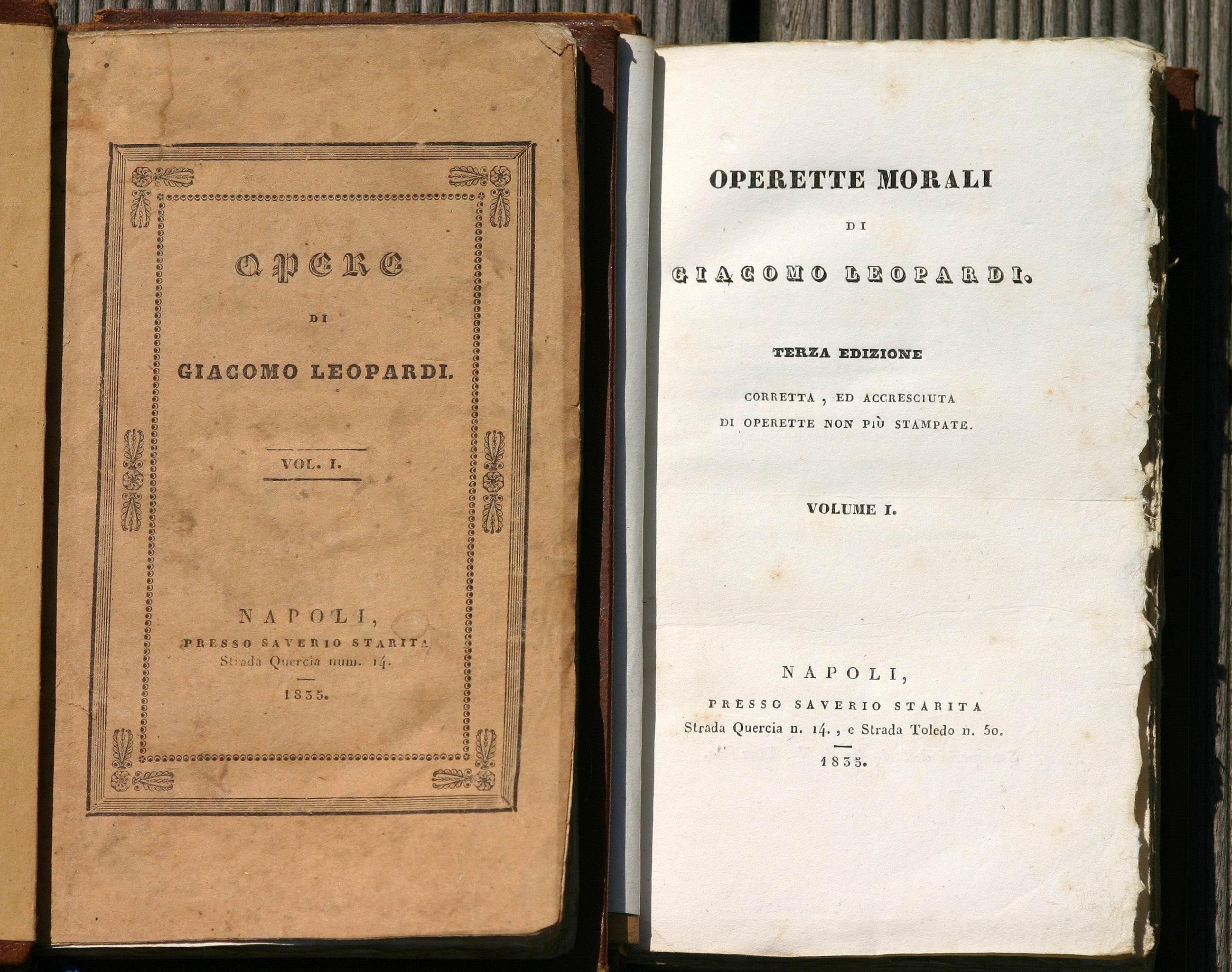
《道德小品》1835年佛罗伦萨版

1822年秋天，莱奥帕尔迪终于有了一个离开雷卡纳蒂的机会，到罗马去看望自己的叔叔。他本以为罗马城是自己梦寐以求的理想世界，但现实让他大失所望，他对罗马教会的腐败，学者的无知、社会的堕落都痛心疾首，在参观大诗人托尔夸托·塔索墓地时，他颇为感慨，觉得找到了一个可以分享“死亡是痛苦的避难所和解脱”的人。1823年4月莱奥帕尔迪结束了在罗马的生活，回到了故乡，此后一段时间他专注于哲学论文的创作，完成了散文集《道德小品》。
1825年出版商安东尼奥·斯特拉邀请他前往米兰，整理编辑西塞罗的著作，同时为彼特拉克的抒情诗撰写注释和评论。但米兰的气候和文化氛围让他觉得很不舒服，不久他说服了斯特拉，保证自己可以在米兰之外继续为他工作，之后莱奥帕尔迪去了博洛尼亚。1826年秋天，他继续为斯特拉编撰塔西佗选集。他在这里爱上了一位伯爵夫人，却无果而终。
1827年6月莱奥帕尔迪来到了佛罗伦萨，参加了托斯卡纳自由派的聚会，结识了尼古洛·托马泽奥和亚历山达罗·孟佐尼等著名作家，但他和笃信基督教的托马泽奥产生了分歧，与孟佐尼的文学观点也不是完全相合，不过他在这里又见到了老友乔尔达尼，同时认识了历史学家佩德罗·克莱塔。1827年11月他到了比萨，在这里待到了第二年夏天，比萨的气候让他的病情有所缓解，他又开始写诗，写出了怀念早逝少女的诗篇《致西尔维娅》。随后莱奥帕尔迪的眼疾加重，他只得中断了和斯特拉的合同。
1828年夏天莱奥帕尔迪回到了佛罗伦萨，希望可以独立赚钱生活，他的德国朋友，语言和历史学家巴索德·格奥尔格·尼布尔等人对此表示关心，通过驻罗马的普鲁士大使为他提供了到波恩或柏林教授意大利语的邀请，但莱奥帕尔迪孱弱的身体已不允许他继续创作和担任教职，他拒绝了邀请，回到了故乡。之后一年多，他在雷卡纳蒂离群索居，称之为“活人的坟场”

## 再次离开故乡

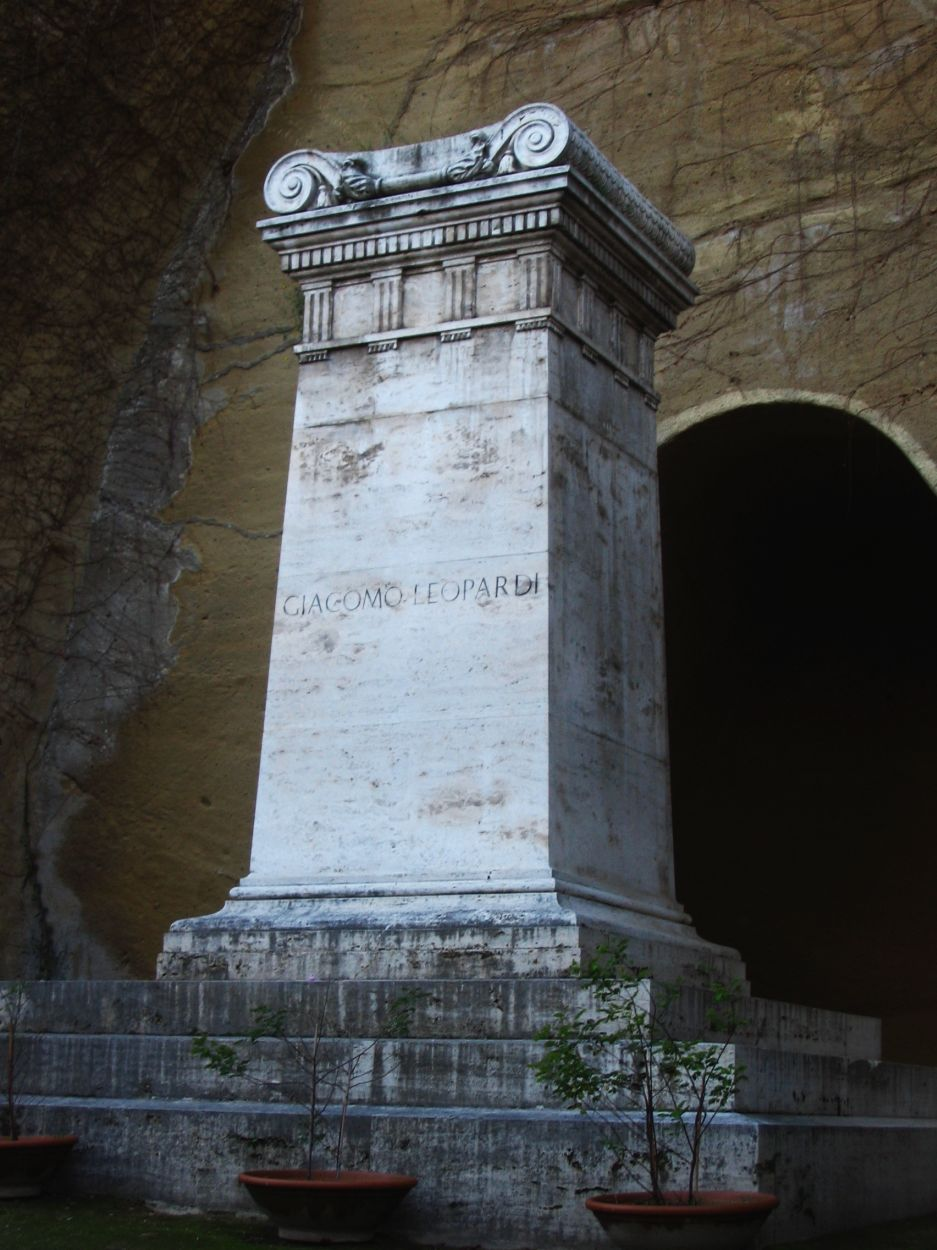
莱奥帕尔迪之墓

1830年2月不知名的“托斯卡纳朋友们”提供给他一笔资助，让他得以重返佛罗伦萨，永远离开了他的故乡。3月他在佛罗伦萨见到了名媛范尼·塔基奥尼·托泽蒂，并与之有所交往，因此创作了组诗《阿斯帕齐娅的圈子》。1831年烧炭党人发动起义，他当选为公民理事会成员，但还未接受任命教皇国就复辟了。当年底他当选为致力于维护意大利语纯洁的秕糠学会会员，并结识了处于流放状态的安东尼奥·拉涅利。
1833年起，莱奥帕尔迪定居在那不勒斯，和他的朋友安东尼奥·拉涅利做邻居。他希望这里的气候能够有益于自己的身体。1836年他完成了《金雀花》，其中的最后一章《月儿西沉》是在病榻上完成的。1836年那不勒斯城爆发霍乱，莱奥帕尔迪和朋友一起到维苏威躲避瘟疫。1837年2月回到那不勒斯，不久就去世。按当时的规定，霍乱中的去世者应该被早早安葬于普通公墓，但拉涅利向当局的疏通使得他得以葬于教堂，并立碑纪念。1898年莱奥帕尔迪移葬于曼杰利纳维吉尔纪念碑旁。

## 主要作品
- 死的临近（1816）其中大量提到了但丁的《神曲》。
- 初恋（1817）
- 致意大利、但丁纪念碑（1818）前者歌颂意大利往昔的光荣，哀悼现在蒙受的屈辱。后者用但丁的形象激励同时代人，两首诗激情澎湃，悲壮雄浑，具有极大的艺术感染力。
- 为保丽娜的婚礼而作、致球赛优胜者（1821）呼吁意大利妇女与青年追求民族独立和自由。
- 小布鲁图斯、萨福的最后之歌（1821）
- 道德小品（1824），这是二十余首散文诗的合集，采取和神话人物如赫拉克勒斯、或历史人物如塔索之间对话的形式，文笔朴素凝练，阐明了作者的悲观主义观点，叔本华很喜欢《道德小品》，认为莱奥帕尔迪的散文要比他的诗作好[6]。这后来启发弗朗西斯科·德·桑克蒂斯写了一篇对话《叔本华与莱奥帕尔迪》。

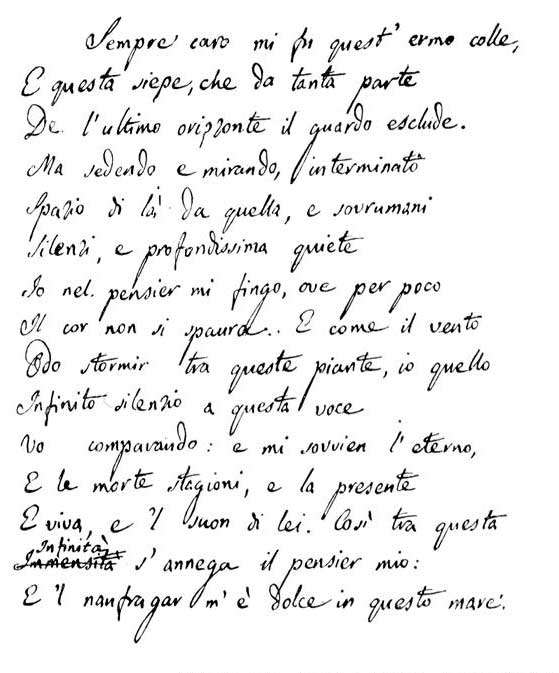
莱奥帕尔迪《无限》一诗的第二稿

- 无限（完成于1819，发表于1826）抒发对宇宙无限与永恒的深思，描绘自己与自然冥合的超然意境。
- 致西尔维娅（1828）怀念一位爱慕的早逝少女，塑造了意大利文学中最美的少女形象之一，但在全篇的最后仍然归结到了悲观厌世的情绪上。

可怜的梦幻
你在胜利朦胧的曙光中
消失殆尽
远处依稀可见
死神冰冷的双手
墓穴光秃的黑影
- 《回忆》、《暴风雨后的宁静》、《乡村的星期六》（1829）这是他田园诗的一批代表作品。
- 《一个亚洲游牧人的夜歌》（1830）通过孤独的游牧人对月亮和羊群发问的形式，对月亮说

快把你的光亮
撒向弥漫沙尘
你将在荒漠深处
安息栖身
难道你还不甘心
沿着永恒的小路西沉。
表明欢乐和美好只是暂时，痛苦和灾难才是永恒，死亡是人生唯一的归宿。
- 《杂记》（1817-1832）是莱奥帕尔迪从自己长达四千余页的日记中选取而成，体现了他对上帝的看法，如他不能想象一个完美的上帝，更倾向于自然即上帝的看法，也包括他对人生和社会的看法[1]。
- 《翻案诗》（1834）批评正在迅速形成的资本主义关系，对科技发展持怀疑态度。
- 《金雀花》（1836）将金雀花人格化，描写貌不惊人的金雀花淡然生存着，只有维苏威火山的喷发可以毁灭它。
- 《鼠蛙交战记续篇》（1837）。

## 延伸阅读
- Butler, Francis (编). . Manchester: Manchester University Press. 1909  [2021-12-14]. （原始内容存档于2022-01-16）.
- Carsaniga, Giovanni. . Edinburgh: Edinburgh University Press. 1977.
- Croce, Benedetto (1924). "Leopardi." In: European Literature in the Nineteenth Century. London: Chapman & Hall, pp. 111–130.
- Fletcher, Constance (1885). "Leopardi," The Nineteenth Century, Vol. 18, pp. 978–992.
- Nolletti, Albino (2020). Giacomo Leopardi Canti: The ten most famous and beautiful poems. Translated by Albino Nolletti (on Amazon)
- Oliphant, Margaret (1865). "Giacomo Leopardi," Blackwood's Magazine, Vol. 98, pp. 459–480.
- Origo, Iris. . Oxford: OUP. 1935.
- Origo, Iris. . London: Hamish Hamilton. 1953.
- Rossetti, W.M. (1900). "Leopardi." In: Studies in European Literature. Oxford: Clarendon Press, pp. 55–91.
- Singh, Ghan Shyam. . Lexington: University of Kentucky Press. 1964.
- Singh, Ghan Shyam. . Ancona: Transeuropa. 1990.

## 外在链接
- "Giacomo Leopardi e La Poesia", 莱奥帕尔迪诗作的意大利语原文
- Canti （页面存档备份，存于）、Operette morali （页面存档备份，存于） 莱奥帕尔迪诗作的英语译文
- Giacomo Leopardi at Authors' Calendar 莱奥帕尔迪生平和诗歌介绍
- 贾科莫·莱奥帕尔迪 Giacomo Leopardi  - 很多诗 （带中文翻译的文字） （页面存档备份，存于） ( yeyebook.com （页面存档备份，存于） )